# Shpend
 (mai 2011).
 (août 2013).
Si vous disposez d'ouvrages ou d'articles de référence ou si vous connaissez des sites web de qualité traitant du thème abordé ici, merci de compléter l'article en donnant les références utiles à sa vérifiabilité et en les liant à la section « Notes et références ».
Shpend est un prénom albanais qui désigne un garçon brave, courageux et téméraire[réf. nécessaire]. Il est principalement répandu sur la région de Gege (nord de l'Albanie, Kosovo, Macédoine, Monténégro).

## Personnalités portant ce prénom
- Shpend Ahmeti, maire de Pristina depuis 2014
- Shpend Sollaku Noé, écrivain